# Jerycho (serial telewizyjny)

Mapa miast zniszczonych przez bomby

Jerycho (oryg. Jericho) – amerykański serial o postnuklearnej rzeczywistości, emitowany przez telewizję CBS od 26 września 2006 do 25 marca 2008.
Serial zasłynął dzięki akcji telewidzów, domagających się wznowienia zawieszonej produkcji programu po 1. sezonie. Protesty poskutkowały, jednak na krótko: drugi sezon trwał 7 odcinków i z powodu malejącej oglądalności produkcja serialu została zakończona. Emisja pierwszej serii serialu rozpoczęła się w Polsce 10 grudnia 2006 na antenie stacji AXN. Na TV4 serial emitowany był od 21 marca 2008. Drugi sezon (7 odcinków) emitowany był przez TV 4 od 9 lipca 2008.

## Opis fabuły
Świat stanął w obliczu wojny nuklearnej. W Stanach Zjednoczonych wybuchło ponad dwadzieścia głowic atomowych. W chaosie jaki zapanował, mieszkańcy małego miasteczka Jericho w Kansas starają się nie tylko przetrwać, ale i utrzymać dotychczasowy styl życia.

## AkcjaOcal Jericho
16 maja 2007 stacja CBS oficjalnie ogłosiła zakończenie serii. Grupy fanów na całym świecie rozpoczęły zbieranie podpisów pod petycją namawiającą CBS do wydłużenia emisji o kolejny sezon. Dodatkowo, w nawiązaniu do słów wypowiedzianych przez Jake'a w ostatnim odcinku (nuts) fani postanowili zalać siedzibę stacji olbrzymią ilością orzeszków ziemnych. Akcja ta nie przyniosła spodziewanego odzewu ze strony producenta po czym fani wystosowali kolejny apel. Tym razem poprosili wszystkich akcjonariuszy CBS o sprzedanie akcji firmy.
6 czerwca 2007 dyrektor CBS Nina Tassler, w odpowiedzi na akcję o dotąd niespotykanej skali "Save Jericho" (Ratujmy Jericho), ogłosiła oficjalnie, iż zostanie wyemitowanych następnych 7 odcinków. Pierwsze trzy odcinki nowej serii w wyniku przecieku dostały się do sieci BitTorrent na początku stycznia 2008. Oficjalna emisja drugiej serii serialu rozpoczęła się na antenie stacji CBS 12 lutego 2008.

### Komiksy
Akcja nie przyniosła skutku. Serial zakończono na drugim sezonie. Jednak scenarzyści wspólnie z rysownikami stworzyli sześcioczęściową serię komiksową, będąca sezonem trzecim. W USA seria została opublikowana przez wydawnictwo Devil's Due Publishing. Sezon 3 nosi podtytuł Civil War (Wojna domowa) i opowiada dalsze losy Jake'a Greena i Roberta Hawkinsa. Wracają do Stanów Sprzymierzonych uwolnić Johna Smitha, który zna słabości rządu w Cheyenne i jest jedyną osobą, która może pomóc go obalić. 4 sezon to opis wpuszczenia do ich organizacji kreta sterowanego przez rząd Sprzymierzonych Stanów Zjednoczonych (ASA).

## Obsada
- Skeet Ulrich – Jake Green
- Gerald McRaney – Johnston Green
- Kenneth Mitchell – Eric Green
- Pamela Reed – Gail Green
- Ashley Scott – Emily Sullivan
- Sprague Grayden – Heather Lisinski
- Lennie James – Robert Hawkins
- Erik Knudsen – Dale Turner
- Michael Gaston – Gray Anderson
- Brad Beyer – Stanley Richmond
- Shoshannah Stern – Bonnie Richmond
- Alicia Coppola – Mimi Clark
- Christopher Wiehl – Roger Hammond